# Nothidris bicolor
Nothidris bicolor är en myrart som beskrevs av George Ettershank 1965. Nothidris bicolor ingår i släktet Nothidris och familjen myror. Inga underarter finns listade i Catalogue of Life.